# Ḩorreyn
Ḩorreyn (persiska: حرّین, Ḩoreyn) är en ort i Iran.   Den ligger i provinsen Kermanshah, i den nordvästra delen av landet, 400 km väster om huvudstaden Teheran. Ḩorreyn ligger 1 721 meter över havet och antalet invånare är 229.
Terrängen runt Ḩorreyn är huvudsakligen kuperad, men åt sydväst är den bergig. Runt Ḩorreyn är det ganska tätbefolkat, med 60 invånare per kvadratkilometer. Närmaste större samhälle är Armanī Jān, 9,1 km söder om Ḩorreyn. Trakten runt Ḩorreyn består i huvudsak av gräsmarker.